# Kamienie rekonstruowane
Przed uzyskaniem pierwszych kamieni syntetycznych w jubilerstwie próbowano wprowadzić na rynek tzw. kamienie rekonstruowane. Metoda ta polegała na stapianiu proszku lub drobnych kamieni w wysokiej temperaturze, a następnie powolnym ich ochładzaniu. Otrzymywano w ten sposób duże kamienie.
Tego rodzaju wtórne utwory istnieją do dziś zwłaszcza w przypadku: bursztynu, hematytu, korali, lapis lazuli. malachitu i turkusu.
- W 1895 r. udało się Michaudowi otrzymać duże, pięknej barwy rubiny przez stopienie małych kawałków i okruchów. Metoda tą podgrzewano drobne rubiny w tyglach platynowych do temperatury około 1800 °C dodając je stopniowo do stopionej masy.
- Bursztyn prasowany (rekonstruowany)

Specyficzną metodą prasowania (ciągle praktykowaną) jest zgniatanie uplastycznionego w temperaturze 150-200 °C nieforemnego z natury materiału bursztynowego na regularne kamienie jubilerskie (kaboszony, rauty, tafle – każdy kamień z jednej bryłki). 
Taki materiał jest prawie niemożliwy do odróżnienia od naturalnego lub poprawianego termicznie. Ostatnie lata, upływające pod presją niedoboru surowca naturalnego, wywołały próby prasowania okruchów bursztynu w temperaturze bliskiej progowego punktu mięknienia (140 °C), nawet jeszcze niższej. Ma to na celu zachowanie specyficznych odcieni barwnych i stopnia przejrzystości użytych składników.